# Tetrapyrgos
Tetrapyrgos là một chi nấm trong họ Marasmiaceae, thuộc bộ Agaricales. Chi nấm hiện có 16 loài, phân bố rộng rãi trên toàn thế giới.

## Danh sách các loài
- T. aequatorialis
- T. alba
- T. atrocyanea
- T. austrochilensis
- T. dendrophora
- T. diplocystis
- T. goniospora
- T. nigripes
- T. olivaceonigra
- T. peullensis
- T. reducta
- T. simulans
- T. stipitata
- T. subcinerea
- T. subdendrophora
- T. tropicalis